# مالین اسوانشتورم
مالین اسوانشتورم (به انگلیسی: Malin Svahnström) (زادهٔ ۱۰ ژوئن ۱۹۸۰) شناگر اهل سوئد است.